# Hendrick Joseph Cornelius Maria de Cocq
Hendrick Joseph Cornelius Maria de Cocq SSCC (ur. 6 maja 1906 w Tilburgu, zm. 22 stycznia 1998) – holenderski duchowny rzymskokatolicki, sercanin biały, misjonarz, wikariusz apostolski Wysp Cooka i biskup Rarotongi.

## Biografia
Hendrick Joseph Cornelius Maria de Cocq urodził się 6 maja 1906 w Tilburgu w Holandii. 22 lipca 1931 otrzymał święcenia prezbiteriatu i został kapłanem Zgromadzenia Najświętszych Serc Jezusa i Maryi oraz Wieczystej Adoracji Najświętszego Sakramentu Ołtarza.
10 lutego 1964 papież Paweł VI mianował go wikariuszem apostolskim Wysp Cooka oraz biskupem tytularnym Aquae in Byzacena. 28 czerwca 1964 przyjął sakrę biskupią z rąk biskupa pomocniczego Auckland Reginalda Delargeya.
Jako ojciec soborowy wziął udział w trzeciej i czwartej sesji soboru watykańskiego II. 21 czerwca 1966 wikariat apostolski Wysp Cooka został podniesiony do rangi diecezji. Tym samym bp de Cocq został biskupem Rarotongi.
28 kwietnia 1971 zrezygnował z katedry. Zmarł 22 stycznia 1998 na Wyspach Cooka.